# Abdul Jabbar Abdullah
Abdul Jabbar Abdullah (en árabe: عبد الجبار عبد الله‎) (Qal'at Saleh, Mesena, Imperio otomano, 1911-Albany, Nueva York, Estados Unidos, 9 de julio de 1969) fue un físico iraquí que trabajó en teoría ondulatoria y meteorología dinámica, y presidente emérito de la Universidad de Bagdad. Abdullah obtuvo su doctorado en meteorología en el Instituto Tecnológico de Massachussets en 1946, tras lo cual fue elegido presidente de la Asociaión de Profesores de Irak y director del Departamento de Física de la Universidad de Bagdad. En 1952 fue profesor de investigación visitante de meteorología en la Universidad de Nueva York, y en 1965 se incorporó al Centro Nacional de Investigación Atmosférica como científico visitante.
En su memoria, el físico nuclear Khidir Hamza afirmó que no solo le enseñó, sino que fue clave en llevarle al MIT para realizar una maestría en ingeniería nuclear tras el rechazo inicial de Hamza por parte del instituto. Khidir Hamza pasó más tarde a formar parte del programa de investigación nuclear de Irak, antes de trasladarse a Estados Unidos y testificar contra el programa ante el Senado.
Como miembro de la minoría religiosa mandeísta y personalidad demócrata, Abdullah sufrió acoso hasta el final de su vida y fue arrestado tras el ascenso al poder del Partido Baaz en 1963 (Revolución de Ramadán). Fue encarcelado durante cerca de un año y liberado para más tarde viajar a Estados Unidos. Allí ocupó puestos docentes en la Universidad de Colorado en Boulder y en la Universidad Estatal de Nueva York en Albany. Falleció el 9 de julio de 1969.

## Biografía
Abdul Jabbar Abdullah nació en una familia mandeísta en la ciudad de Qalat Saleh, en la provincia de Mesana (anteriormente Al-Amaarah), en el sudeste de Irak, en 1911. 
Tras finalizar su educación secundaria en Bagdad, se trasladó al Líbano para su educación universitaria. Allí, se incorporó a la Universidad Americana de Beirut, donde se graduó en física y obtuvo una maestría en 1934. Más tarde, realizó sus estudios de posgrado en el Instituto Tecnológico de Massachusetts (MIT), donde obtuvo su doctorado.
De vuelta en Irak, Abdullah se unió al profesorado de física del Colegio Normal Superior (que más tarde sería uno de los fundadores de la Universidad de Bagdad), y entre 1949 y 1958 fue director del departamento de física.
En 1958, Abdullah fue nombrado secretario general de la recién constituida Universidad de Bagdad, y en 1959 se convirtió en el presidente de la Universidad, permaneciendo en este puesto hasta el golpe de Estado de ultraderecha del febrero siguiente, que le llevó a dimitir, y sufrir un trato negativo por razones políticas.

## Investigación
Los intereses de investigación de Abdullah abarcaron estratificación de nubes, ondas solitarias, y bombas de presión.

### Libros
- Abdul Jabbar Abdullah, James J. O'Brien. Internal Gravity Waves of Finite Amplitude in a Stratified Incompressible Atmosphere: a Quasi-characteristic Method. Centro Nacional de Investigación Atmosférica.
- Abdul Jabbar Abdullah. On the Dynamics of Hurricanes. Universidad de Nueva York, 1953.
- Abdul Jabbar Abdullah. Group-velocity of Atmospheric Waves. Instituto Tecnológico de Massachusetts, 1946.

## Muerte
Abdullah falleció en el Centro Médico de Albany el 9 de julio de 1969 tras una larga enfermedad.

## Legado
Abdul Jabbar Abdullah tiene una buena consideración por parte de los iraquíes, que conmemoraron el centenario de su nacimiento tanto en Irak como en la diáspora. Una sala de la Universidad de Bagdad lleva su nombre, así como numerosas calles.